# 沃尔夫冈·阿尔滕堡
沃尔夫冈·阿尔滕堡（德語：Wolfgang Altenburg，1928年6月24日—2023年1月23日）是一名德国退役将领，曾任德国联邦国防军总监（1983年-1986年）和北约军事委员会主席（1986年-1989年）。

## 生平
阿尔滕堡出生于波森-西普鲁士施奈德穆尔（今波兰皮瓦），1944年作为海军副官（Marinehelfer）征召入伍，前往黑尔戈兰岛服役。二战结束后，他接受过酒店业的专业培训，后在1956年志愿加入国防军炮兵部队。

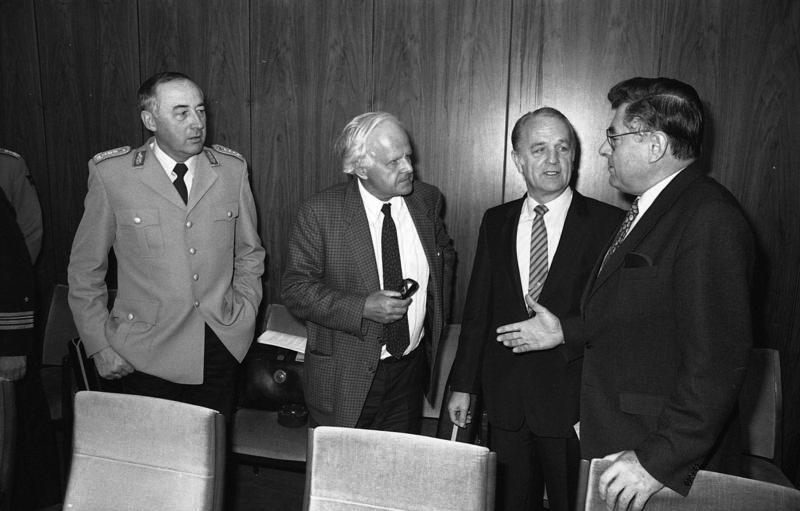
1983年，阿尔滕堡与联邦议员们谈话。

1962年至1964年间，阿尔滕堡在联邦国防军指挥和参谋学院完成了参谋培训。1971年，他成为了欧洲盟军最高司令部核计划部副主任。1973年，他以上校的身份回到德国联邦国防部，指挥第7装甲掷弹兵旅（汉堡）。1978年4月，阿尔滕堡上任联邦国防军執行參謀長，次年又成为布鲁塞尔北约军事委员会主席德国代表。1981年，他改任科布伦茨的第3軍軍長。1983年，他就任联邦国防军总监，并担任至1986年。1986年10月1日，阿尔滕堡成为了北约军事委员会主席。